# Гайдамак (ледокол)
Гайдамак — ледокол многоцелевого назначения российского флота и Русской эскадры.

## История
Построен в 1898 году для Общества Николаевских лоцманов. Числился как спасательно-буксирный ледокол и был приписан к порту Николаев. С 1899 года работал в Днепро-Бугском лимане. Из-за низкой рентабельности в 1901 году продан Николаевскому торговому порту.
В годы Первой мировой войны оставался в Николаеве. Участвовал в сопровождении от Николаева до Севастополя построенного в 1915 году линейного корабля «Императрица Мария». Участвовал в подъёме затонувшего под Одессой турецкого крейсера «Меджидие». В 1917 году вместе с другими ледоколами был передан в Транспортную флотилию.
Вооружён  — 1 152-мм и 2 75-мм орудия. В 1919—1920 годах участвовал в обороне Крыма от Красной армии, обеспечивал судоходство в районе Керченского пролива, конвоировал корабли белого флота и англичан в Азовском море. Зиму 1919—1920 вместе с канонерскими лодками «Терец» и «Грозный» провёл во льдах под Геническом. В феврале 1920 года на нём был поднят военно-морской флаг и был включен в состав Азовского отряда (в дальнейшем 2-го отряда Черноморского флота). После вооружения стал числиться как канонерская лодка. Участвовал в высадке десанта в Кирилловке, эвакуации белогвардейских войск с Кавказа, в бою у Обиточной косы. В сентябре участвовал в постановке минного заграждения в районе Белосарайской и Долгой косы. В ноябре сопровождал крейсер «Генерал Корнилов» с командующим Русской армией генералом П. Н. Врангелем на борту от Ялты до Феодосии.
Впоследствии вместе с крейсером «Генерал Корнилов» из Феодосии ушёл в Константинополь. После формирования в Константинополе Русской эскадры вместе с другими ледоколами вошёл в её 4-й отряд. 10 декабря 1920 года «Гайдамак» вместе со второй группой русских кораблей вышел из Константинополя в Бизерту. Участвовал в буксировке эскадренных миноносцев, для чего в середине января 1921 года вернулся в Константинополь. По непроверенным данным в 1930-х годах был разобран на металл в Бизерте.